# Sušica (Gostivar)
Sušica (makedonsky: Сушица) je vesnice v Severní Makedonii. Nachází se v opštině Gostivar v Položském regionu.

## Geografie
Sušica se nachází v oblasti Goren Polog, na pravém břehu horní části řeky Vardar. Jedná se o horskou obec, ležící v nadmořské výšce 680 metrů. Leží 6 km jižně od města Gostivar. Do roku 2004 byla vesnice součástí opštiny Dolna Banjica. Nejvyšší vrchol vesnice je kopec Vikalo, který leží ve výšce 950 m n. m. na jižní straně obce. Na východ od obce protéká řeka Sušička, která v období od června do září úplně vysychá. Na jaře a po vydatných deštích pravidelně zaplavuje pole podél celé vesnice.

## Historie
Vesnice Sušica existuje již od středověku, což dokazuje středověký kostel sv. Mikuláše v horní části obce. V období nadvlády Osmanské říše nebylo zaznamenáno žádné osídlení tureckým či albánským obyvatelstvem, ani islamizace, která se dotkla téměř všech okolních osad. I v současnosti vesnici obývají lidé čistě makedonské národnosti a pravoslavného vyznání. Ve druhé polovině 19. století byla vesnice rozdělena na dvě poloviny, z nichž jednu část ovládali Bulhaři a druhou Srbové. Toto rozdělení vedlo k rychlému a silnému národnímu povědomí Makedonců z této vesnice, že nejsou ani Srbové, ani Bulhaři, ale že jsou Makedonci.

## Demografie
Podle sčítání lidu z roku 2021 žijí ve vesnici pouze 3 obyvatelé.
| Rok          | 1900 | 1905 | 1948 | 1953 | 1961 | 1971 | 1981 | 1991 | 1994 | 2002 | 2021 |
| ------------ | ---- | ---- | ---- | ---- | ---- | ---- | ---- | ---- | ---- | ---- | ---- |
| Obyvatelstvo | 140  | 216  | 207  | 265  | 219  | 110  | 53   | 18   | 26   | 8    | 3    |